# Eline Hoffmann
Eline Hoffmann, född Fischer 24 april 1876 i Ringsted, död 8 februari 1956 i Allerød, var en dansk romanförfattare. Hon var hustru till författaren Kai Hoffmann och mor till Ulf Hoffmann, också han författare.
Hoffmann var dotter till hovrättsadvokaten och Læsøs birkdomare Adam Ludvig Emil Fischer (1842–1907) och Jochumine Amalie Holst (1844–1899). Hennes författardebut kom först 1917, då romanen Familien Vendel publicerades. Tillsammans med uppföljarna Kongsgaard (1918) och Den sidste Rejse (1922) utgjorde denna en trilogi som skildrade hennes egen familjs liv och upplevelser på Island och Læsø. Författaren Harald Kidde, som var en vän till paret Hoffmann, hade i sin tur hennes familj som inspirationskälla till sin roman Helten. Hon utgav vidare också romanerna Fjern Strand (1923) och Der sker alltid noget (1939).